# 李義駿
李義駿（イ・イジュン、朝鮮語: 이의준、1738年 - 1798年）は、李氏朝鮮時代の文臣。本貫は全州。鍾城府使、大司諫、黄海道観察使を歴任する。

## 人物
字は仲命、李澤の曽孫で、祖父は李顕良。父親は大司憲を歴任した李徽中、母親は徐宗玉の娘。副校理、鍾城府使、大司諫を歴任し、1798年、黄海道観察使在職中に病死し、正祖から哀悼を受ける。
中国殷王朝の政治家箕子が朝鮮を征服、箕子朝鮮建国後に施行した土地制度である井田制に関連する諸家の研究（韓百謙の『箕田說』、柳根の『箕田圖說後語』、許箴の『箕田圖說說後』、李瀷の『箕田續說』）を李家煥とともに蒐集して『箕田考』を著し、箕子が施行した井田制の遺跡が平壌に残っていることを立証、箕子の業績を顕彰し、その威徳を讃える。

## 著書
- 『箕田考』